# Danny Makkelie
Danny Desmond Makkelie (Willemstad, 28 januari 1983) is een Nederlandse voetbalscheidsrechter en voormalig politie-inspecteur. Hij debuteerde in 2009 in de Eredivisie. Makkelie is lange tijd werkzaam geweest bij de Nationale Politie (Eenheid Rotterdam) en werd in november 2017 bevorderd tot inspecteur van politie (Operationeel Expert). Hij vervulde deze baan op parttime basis en combineerde het politiewerk met zijn andere baan als scheidsrechter betaald voetbal.

## Carrière als scheidsrechter

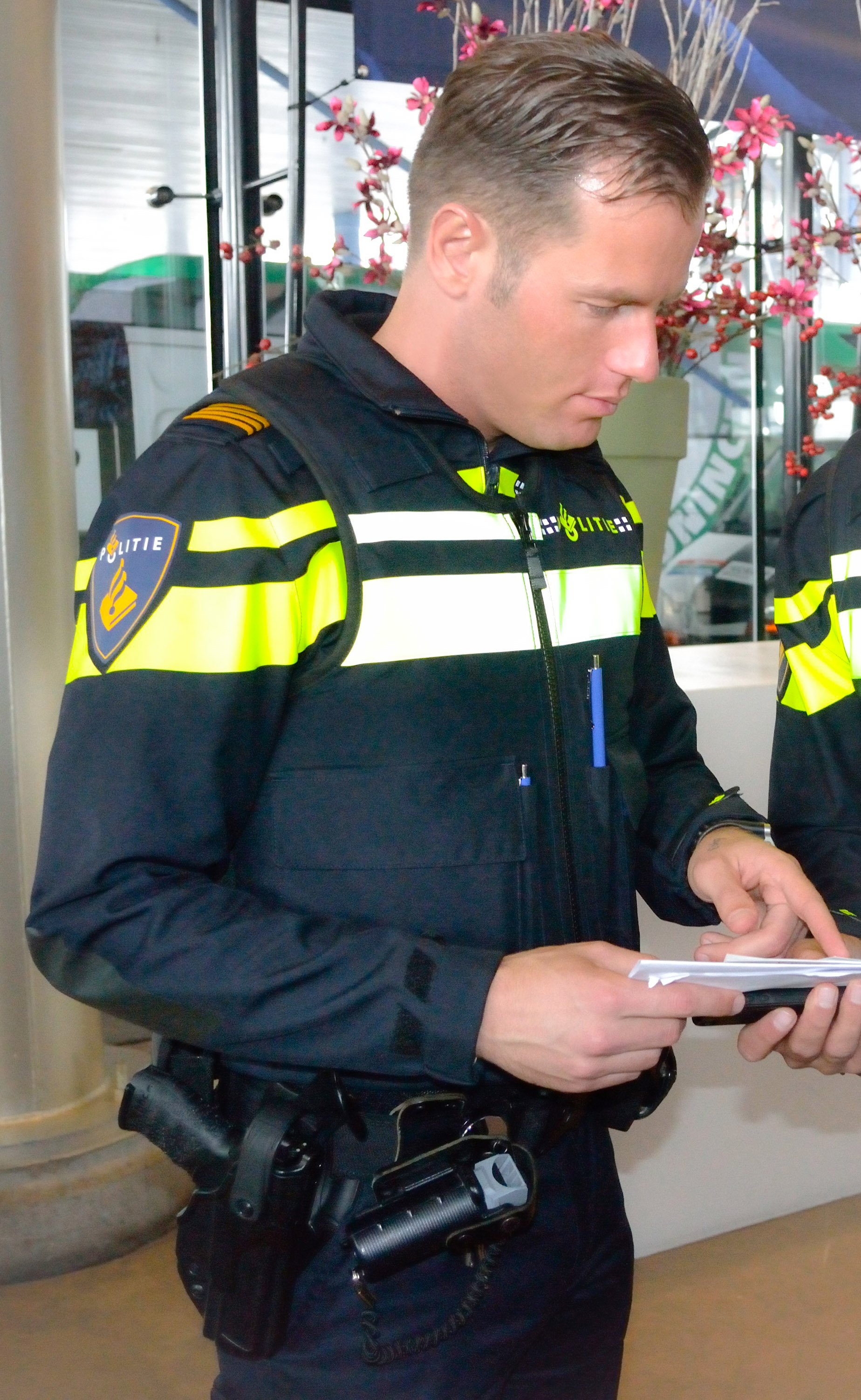
Danny Makkelie in politie-uniform

Makkelie begon met fluiten op 10-jarige leeftijd bij de pupillen. Op 16-jarige leeftijd werd hij gediplomeerd KNVB-scheidsrechter in het amateurvoetbal. In december 2005 maakte hij op 22-jarige leeftijd zijn debuut in het betaalde voetbal bij Fortuna Sittard tegen Stormvogels Telstar in de Eerste divisie. In november 2009 maakte hij op 26-jarige leeftijd zijn debuut in de eredivisie bij Heracles Almelo tegen Sparta Rotterdam. In mei 2010 promoveerde Makkelie op 27-jarige leeftijd naar de Seniorlijst van het scheidsrechtersgilde en was daarmee de jongste scheidsrechter die het hoogste niveau in Nederland wist te bereiken.
In september 2010 werd hij door de KNVB bij de UEFA voorgedragen om FIFA-scheidsrechter te worden. Op 1 januari 2011 werd hij toegelaten en was daarmee de jongste FIFA-scheidsrechter van Nederland die ook internationaal mocht fluiten. Hij werd ingedeeld in categorie 4 (startersgroep) en promoveerde in mei van dat jaar naar categorie 3. In juli 2011 maakte hij zijn debuut in de voorronde van de UEFA Europa League in het duel tussen Red Bull Salzburg en FK Liepājas Metalurgs. In juli 2012 maakte hij zijn debuut in de voorronde van de UEFA Champions League tussen FK Željezničar Sarajevo en NK Maribor. In januari 2012 werd hij door UEFA gepromoveerd van categorie 3 naar categorie 2. In januari 2013 promoveerde hij van categorie 2 naar categorie 1.
Op 25 mei 2014 floot Makkelie de finale van de Moldavische voetbalbeker. In augustus 2014 floot hij de wedstrijd om de Johan Cruijff Schaal tussen landskampioen Ajax en bekerwinnaar PEC Zwolle. In dezelfde maand gaf hij tijdens de wedstrijd ADO Den Haag - Feyenoord dertien gele kaarten, een record in de geschiedenis van de Nederlandse Eredivisie. In oktober 2014 debuteerde hij in de groepsfase van de UEFA Champions League tijdens de wedstrijd Chelsea FC en NK Maribor op Stamford Bridge. Hiermee was hij de jongste Nederlandse scheidsrechter ooit in de UEFA Champions League. In december 2016 was Makkelie actief als video-scheidsrechter op het Wereldkampioenschap voetbal voor clubs 2016 in Japan. In mei 2017 werd Makkelie voor het eerst aangesteld voor de finale van de KNVB Beker. Deze wedstrijd tussen AZ en Vitesse werd gespeeld in De Kuip en eindigde in 0-2. Makkelie miste de laatste speelronde in de Eredivisie van dat seizoen, omdat hij samen met Björn Kuipers actief was op het WK onder 20 in Korea. Ook hier was hij actief als video-scheidsrechter.
Op 13 juni 2017 promoveerde Makkelie naar de elitelijst van de UEFA en bereikte daarmee de allerhoogste groep op het mondiale niveau. In deze groep kwam hij samen met Björn Kuipers uit voor Nederland. Makkelie was op dat moment (2017) de jongste scheidsrechter op de elitelijst. In augustus 2017 floot hij voor de tweede keer de wedstrijd om de Johan Cruijff Schaal tussen landskampioen Feyenoord en bekerwinnaar Vitesse. Op 13 maart 2018 floot Makkelie in Saoedi Arabië de halve finale van de Kings Cup. Deze wedstrijd stond in het teken van de eerste wedstrijd met online videoarbitrage. Hiermee pakte hij een primeur.
Op 4 april 2018 floot Makkelie zijn eerste kwartfinale van de UEFA Champions League tussen Barcelona en AS Roma. Hij gaf twee gele kaarten waaronder één aan landgenoot Kevin Strootman. De wedstrijd eindigde in een 4-1 overwinning voor Barcelona. Op het Wereldkampioenschap voetbal 2018 was Makkelie actief als videoscheidsrechter, onder andere in de finale tussen Frankrijk en Kroatië. Op 21 augustus 2020 leidde Makkelie de finale van de UEFA Europa League tussen Sevilla FC en Internazionale (3–2) in Keulen.
Op 7 juli 2021 maakte Makkelie zijn debuut op het EK 2020. Hij floot twee groepswedstrijden (Italië - Turkije en Rusland - Finland). Vervolgens floot hij een achtste finale (Engeland - Duitsland) en een halve finale (Engeland - Denemarken). Zijn landgenoot Björn Kuipers leidde de finale van het EK tussen Italië en Engeland.

## Erelijst
- Finale EK voetbal -19 2012
- Groepswedstrijden EK Voetbal -21 2015
- Finale WK voetbal clubs 2016 (als video-assistent)
- Finale WK voetbal onder 20 2017 (als video-assistent)
- Finale Wereldkampioenschap voetbal 2018 (als video-assistent)
- Finale WK voetbal clubs 2018[1] (als video-assistent)
- Finale UEFA Europa League 2020[2]
- Wereldkampioenschap voetbal 2022 in Qatar

## Nationale finales
| Datum           | Stadion          | Stad      | Wedstrijd                          | Uitslag            | Competitie           | Kreeg geel | Kreeg voor de tweede keer geel en dus rood | Weggestuurd |
| --------------- | ---------------- | --------- | ---------------------------------- | ------------------ | -------------------- | ---------- | ------------------------------------------ | ----------- |
| 25 mei 2014     | Stadionul Zimbru | Chişinău  | Sheriff Tiraspol – Zimbru Chişinău | 1 – 3              | Bekerfinale Moldavië | 5          | 0                                          | 1           |
| 3 augustus 2014 | Amsterdam ArenA  | Amsterdam | PEC Zwolle – AFC Ajax              | 1 – 0              | Johan Cruijff Schaal | 4          | 0                                          | 0           |
| 30 april 2017   | De Kuip          | Rotterdam | AZ – Vitesse                       | 0 – 2              | KNVB Beker           | 2          | 0                                          | 0           |
| 5 augustus 2017 | De Kuip          | Rotterdam | Feyenoord – Vitesse                | 1 – 1 (4 – 2 n.s.) | Johan Cruijff Schaal | 4          | 0                                          | 0           |

## Interlands
| Datum            | Stadion                      | Stad            | Wedstrijd                           | Uitslag | Competitie                  | Kreeg geel | Kreeg voor de tweede keer geel en dus rood | Weggestuurd |
| ---------------- | ---------------------------- | --------------- | ----------------------------------- | ------- | --------------------------- | ---------- | ------------------------------------------ | ----------- |
| 5 juni 2012      | Tivoli Stadion Tirol         | Innsbruck       | Oostenrijk – Roemenië               | 0 – 0   | Vriendschappelijk           | 1          | 0                                          | 0           |
| 12 oktober 2012  | Štadión Pasienky             | Bratislava      | Slowakije – Letland                 | 2 – 1   | Kwalificatie WK 2014        | 6          | 0                                          | 0           |
| 6 september 2013 | Windsor Park                 | Belfast         | Noord-Ierland – Portugal            | 2 – 4   | Kwalificatie WK 2014        | 6          | 1                                          | 2           |
| 27 maart 2015    | Swissporarena                | Luzern          | Zwitserland – Estland               | 3 – 0   | Kwalificatie EK 2016        | 4          | 0                                          | 0           |
| 10 juni 2015     | RheinEnergieStadion          | Keulen          | Duitsland – Verenigde Staten        | 1 – 2   | Vriendschappelijk           | 2          | 0                                          | 0           |
| 4 september 2015 | Estádio José Alvalade        | Lissabon        | Portugal – Frankrijk                | 0 – 1   | Vriendschappelijk           | 2          | 0                                          | 0           |
| 24 maart 2016    | Antalya Arena                | Antalya         | Turkije – Zweden                    | 2 – 1   | Vriendschappelijk           | 1          | 0                                          | 0           |
| 27 mei 2016      | Stadium of Light             | Sunderland      | Engeland – Australië                | 2 – 1   | Vriendschappelijk           | 1          | 0                                          | 0           |
| 9 oktober 2016   | Philip II Arena              | Skopje          | Macedonië – Italië                  | 2 – 3   | Kwalificatie WK 2018        | 5          | 0                                          | 0           |
| 3 september 2017 | Groupama Arena               | Boedapest       | Hongarije – Portugal                | 0 – 1   | Kwalificatie WK 2018        | 5          | 0                                          | 1           |
| 5 oktober 2017   | Windsor Park                 | Belfast         | Noord-Ierland – Duitsland           | 1 – 3   | Kwalificatie WK 2018        | 0          | 0                                          | 0           |
| 14 november 2017 | Jan Breydelstadion           | Brugge          | België – Japan                      | 1 – 0   | Vriendschappelijk           | 1          | 0                                          | 0           |
| 8 september 2018 | Wembley Stadium              | Londen          | Engeland – Spanje                   | 1 – 2   | UEFA Nations League 2018/19 | 5          | 0                                          | 0           |
| 12 oktober 2018  | King Saud University Stadium | Riyad           | Saoedi-Arabië – Brazilië            | 0 – 2   | Vriendschappelijk           | 1          | 0                                          | 1           |
| 17 november 2018 | Stadio Giuseppe Meazza       | Milaan          | Italië – Portugal                   | 0 – 0   | UEFA Nations League 2018/19 | 6          | 0                                          | 0           |
| 26 maart 2019    | Bilino Polje                 | Zenica          | Bosnië en Herzegovina – Griekenland | 2 – 2   | Kwalificatie EK 2020        | 3          | 0                                          | 1           |
| 7 september 2019 | Fadil Vokrristadion          | Pristina        | Kosovo – Tsjechië                   | 2 – 1   | Kwalificatie EK 2020        | 3          | 0                                          | 0           |
| 10 oktober 2019  | Toše Proeskiarena            | Skopje          | Noord-Macedonië – Slovenië          | 2 – 1   | Kwalificatie EK 2020        | 5          | 0                                          | 0           |
| 15 november 2019 | Kybunpark                    | Sankt Gallen    | Zwitserland – Georgië               | 1 – 0   | Kwalificatie EK 2020        | 3          | 0                                          | 0           |
| 8 september 2020 | Friends Arena                | Solna           | Zweden – Portugal                   | 0 – 2   | UEFA Nations League 2020/21 | 3          | 1                                          | 0           |
| 8 oktober 2020   | Toše Proeskiarena            | Skopje          | Noord-Macedonië – Kosovo            | 2 – 1   | Play-offs EK 2020           | 7          | 0                                          | 0           |
| 15 november 2020 | Den Dreef                    | Leuven          | België – Engeland                   | 2 – 0   | UEFA Nations League 2020/21 | 3          | 0                                          | 0           |
| 11 juni 2021     | Stadio Olimpico              | Rome            | Turkije - Italië                    | 0 – 3   | UEFA EURO 2020              | 2          | 0                                          | 0           |
| 16 juni 2021     | Krestovskistadion            | Sint-Petersburg | Finland - Rusland                   | 0 – 1   | UEFA EURO 2020              | 5          | 0                                          | 0           |
| 29 juni 2021     | Wembley Stadium              | Londen          | Engeland - Duitsland                | 2 – 0   | UEFA EURO 2020              | 5          | 0                                          | 0           |
| 7 juli 2021      | Wembley Stadium              | Londen          | Engeland - Denemarken               | 2 – 1   | UEFA EURO 2020              |            |                                            |             |

Laatste aanpassing op 5 juli 2021.

## Trivia
Op 24 november 2013 werd Makkelie voor de supporters van de Deventer voetbalclub Go Ahead Eagles als schuldige aangewezen toen hij in hun ogen hun team ernstig benadeelde door in de thuiswedstrijd van Go Ahead Eagles tegen Vitesse (0-3) de bezoekers twee omstreden strafschoppen te geven en Deniz Türüç van de thuisclub de rode kaart te tonen. Nadat een boze supporter het veld op rende en er vuurwerk vanaf de tribune werd gegooid, legde Makkelie de wedstrijd tijdelijk stil.
In de wedstrijden daarna gaven de supporters van Go Ahead Eagles blijk van voetbalhumor en zongen zij massaal: “Wij willen Makkelie, wij willen Makkelie” als de scheidsrechter van dienst hun ongenoegen wekte. Zij maakten daarmee op ludieke wijze duidelijk dat de scheidsrechter in hun ogen nog slechter floot dan ze Makkelie op 24 november 2013 vonden fluiten.
Toen hij in 2014 een knieblessure opliep, stuurden de Eagles-supporters hem een beterschapskaart, wat Makkelie zeer op prijs stelde.
Sindsdien wordt ook door supporters van andere clubs die vinden dat de scheidsrechter hun team ernstig benadeelt regelmatig “Wij willen Makkelie” gezongen.
Internationaal scheidsrechter: Sander van der Eijk · Wendy Gijsbers · Serdar Gözübüyük · Lizzy van der Helm · Dennis Higler · Joey Kooij · Allard Lindhout · Danny Makkelie · Marc Nagtegaal · Marisca Overtoom · Shona Shukrula

Nationaal scheidsrechter: Erwin Blank · Pol van Boekel · Alex Bos · Rob Dieperink · Laurens Gerrets · Edwin van de Graaf · Thomas Hardeman · Robin Hensgens · Jochem Kamphuis · Martin van den Kerkhof · Boyd van Kommer · Jannick van der Laan · Jeroen Manschot · Richard Martens · Bas Nijhuis · Ingmar Oostrom · Martin Pérez · Kevin Puts · Jesse Rozendal · Clay Ruperti · Rick Sturm · Stan Teuben · Luuk Timmer · Robin Vereijken · Martijn Vos · Wouter Wiersma
 Joel Aguilar ·  Julio Bascuñán ·  Felix Brych ·  Enrique Cáceres ·  Cüneyt Çakır ·  Mehdi Abid Charef ·  Matthew Conger ·  Andrés Cunha ·  Malang Diedhiou ·  Alireza Faghani ·  Bakary Gassama ·  Mark Geiger ·  Gehad Grisha ·  Norbert Hauata ·  Ravshan Irmatov ·  Sergej Karasjov ·  Björn Kuipers ·  Szymon Marciniak ·  Jair Marrufo ·  Antonio Mateu Lahoz ·  Milorad Mažić ·  Mohammed Abdulla Mohamed ·  Ricardo Montero ·  Néstor Pitana ·  John Pitti ·  César Arturo Ramos ·  Sandro Ricci ·  Gianluca Rocchi ·  Wilmar Roldán ·  Ryuji Sato ·  Nawaf Shukralla ·  Janny Sikazwe ·  Damir Skomina ·  Bamlak Tessema Weyesa ·  Clément Turpin
Videoscheidsrechters:  Abdulrahman Al-Jassim ·  Bastian Dankert ·  Paweł Gil ·  Massimiliano Irrati ·  Tiago Martins ·  Danny Makkelie ·  Daniele Orsato ·  Wilton Pereira Sampaio ·  Artur Soares Dias ·  Paolo Valeri ·  Gery Vargas ·  Mauro Vigliano ·  Felix Zwayer
 Felix Brych ·  Cüneyt Çakır ·  Carlos del Cerro Grande ·  Andreas Ekberg ·  Orel Grinfeeld ·  Ovidiu Haţegan ·  Sergej Karasjov ·  István Kovács ·  Björn Kuipers ·  Danny Makkelie ·  Antonio Mateu Lahoz ·  Michael Oliver ·  Daniele Orsato ·  Fernando Rapallini ·  Daniel Siebert ·  Artur Soares Dias ·  Anthony Taylor ·  Clément Turpin ·  Slavko Vinčić
Videoscheidsrechters:  Stuart Attwell ·  Kevin Blom ·  Pol van Boekel ·  Jérôme Brisard ·  Bastian Dankert ·  Marco Di Bello ·  Christian Dingert ·  Marco Fritz ·  Paweł Gil ·  Alejandro Hernández ·  Massimiliano Irrati ·  Chris Kavanagh ·  François Letexier ·  Juan Martínez Munuera ·  João Pinheiro ·  José María Sánchez Martínez ·  Paolo Valeri
Vierde officials:  Georgi Kabakov ·  Stéphanie Frappart ·  Davide Massa ·  Bartosz Frankowski ·  Srđan Jovanović ·  Sandro Schärer
 Abdulrahman Al-Jassim ·  Iván Barton ·  Chris Beath ·  Raphael Claus ·  Matthew Conger ·  Ismail Elfath ·  Mario Escobar ·  Alireza Faghani ·  Stéphanie Frappart ·  Bakary Gassama ·  Mustapha Ghorbal ·  Victor Gomes ·  István Kovács ·  Danny Makkelie ·  Szymon Marciniak ·  Said Martínez ·  Antonio Mateu Lahoz ·  Andrés Matonte ·  Mohammed Abdulla Mohamed ·  Salima Mukansanga ·  Maguette Ndiaye ·  Ma Ning ·  Michael Oliver ·  Daniele Orsato ·  Kevin Ortega ·  César Arturo Ramos ·  Fernando Rapallini ·  Wilton Pereira Sampaio ·  Daniel Siebert ·  Janny Sikazwe ·  Anthony Taylor ·  Facundo Tello ·  Clément Turpin ·  Jesús Valenzuela ·  Slavko Vinčić ·  Yoshimi Yamashita
Videoscheidsrechters:  Abdulla Al-Marri ·  Julio Bascuñán ·  Pol van Boekel ·  Jérôme Brisard ·  Bastian Dankert ·  Ricardo de Burgos Bengoetxea ·  Shaun Evans ·  Drew Fischer ·  Marco Fritz ·  Nicolás Gallo ·  Leodán González ·  Fernando Guerrero ·  Alejandro Hernández ·  Massimiliano Irrati ·  Redouane Jiyed ·  Tomasz Kwiatkowski ·  Juan Martínez Munuera ·  Benoît Millot ·  Juan Soto ·  Muhammad Taqi ·  Paolo Valeri ·  Mauro Vigliano ·  Armando Villarreal ·  Adil Zourak
 Jesús Gil Manzano ·  Marco Guida ·  István Kovács ·  Ivan Kružliak ·  François Letexier ·  Danny Makkelie ·  Szymon Marciniak ·  Halil Umut Meler ·  Glenn Nyberg ·  Michael Oliver ·  Daniele Orsato ·  Sandro Schärer ·  Daniel Siebert ·  Artur Soares Dias ·  Anthony Taylor ·  Facundo Tello ·  Clément Turpin ·  Slavko Vinčić ·  Felix Zwayer
Videoscheidsrechters:  Stuart Attwell ·  Pol van Boekel ·  Jérôme Brisard ·  David Coote ·  Bastian Dankert ·  Willy Delajod ·  Rob Dieperink ·  Christian Dingert ·  Bartosz Frankowski ·  Marco Fritz ·  Alejandro Hernández ·  Massimiliano Irrati ·  Nejc Kajtazović ·  Tomasz Kwiatkowski ·  Juan Martínez Munuera ·  Tiago Martins ·  Cătălin Popa ·  Fedayi San ·  Alper Ulusoy ·  Paolo Valeri
Vierde officials:  Mykola Balakin ·  Espen Eskås ·  Serdar Gözübüyük ·  Rade Obrenovič ·  Irfan Peljto ·  Donatas Rumšas